# Santa Maria del Carmine alle Tre Cannelle
Santa Maria del Carmine alle Tre Cannelle ou Igreja de Nossa Senhora do Carmo em Tre Cannelle é uma igreja de Roma, Itália, localizada no rione Trevi, numa praça homônima junto à via delle Tre Cannelle. É dedicada à Nossa Senhora do Carmo.
É uma igreja anexa na paróquia da basílica de Santi Apostoli.

## História e descrição
Esta igreja foi construída pelo cardeal Odoardo Farnese, protetor da Arquiconfraria do Carmo, que, sem ter uma igreja própria, se reunia na basílica de San Martino ai Monti. Em outubro de 1605, foi iniciada a obra, no local onde ficavam alguns galpões de propriedade de Grottaferrata. A igreja foi inaugurada em 1623 e restaurada em 1772 depois que incêndio danificou sua estrutura.
A diminuta fachada em estilo barroco foi construída com base num projeto de Michelangelo Specchi (1750). O interior é composto por uma nave única coberta por uma abóbada de berço. No altar à direita fica exposto o estandarte criado por Sebastiano Conca com a imagem da "Aparição de Maria a Elias" e do outro "Maria entregando um escapulário a São Simão Stock". No altar-mor está uma cópia do século XVIII de uma estátua de Nossa Senhora do Monte Carmelo e um quadro dela pintado por Gaspare Celio.